# Sielsowiet nikolnikowski
Sielsowiet nikolnikowski (ros. Никольниковский сельсовет) – jednostka administracyjna wchodząca w skład rejonu rylskiego w оbwodzie kurskim w Rosji.
Centrum administracyjnym sielsowietu jest sieło Makiejewo.

## Geografia
Powierzchnia sielsowietu wynosi 179,26 km².

## Historia
Status i granice sielsowietu zostały określone ustawami z 2004 i z 2010 roku.

## Demografia
W 2017 roku sielsowiet zamieszkiwało 1015 mieszkańców.

## Miejscowości
W skład sielsowietu wchodzą miejscowości: Makiejewo, Bolszegnieuszewo, Byrdin, Wierchniaja Wojegoszcza, Wierchniaja Matwiejewka, Goriełuchowo, Gorodiszcze, 1-je Jańkowo, 2-je Jańkowo, Kiriejewo, Małachowka, Niżniaja Wojegoszcza, Niżniaja Matwiejewka, Nikolnikowo, Plesy, Pokrowskoje, Popowka, Sadowyj, Sonino, Zaria, Żgowieć.